# Route nationale 30
Die Route nationale 30, kurz N 30 oder RN 30, war eine französische Nationalstraße.

## Geschichte
Die Straße führte von 1824 bis 1973 von Rouen bis zur Straßenkreuzung mit der Nationalstraße 2 bei La Capelle. Sie geht auf die Route impériale 33 zurück. Ihre Gesamtlänge betrug 228 Kilometer. 1973 wurde der Abschnitt zwischen Gournay-en-Bray und Saint-Quentin herabgestuft. Die Strecke von Rouen bis Gournay-en-Bray wurde von der Nationalstraße 31 übernommen, die Bezeichnung der Strecke von Saint-Quentin bis La Capelle wurde auf die Nationalstraße 29 geändert. Gleichzeitig wechselte das Teilstück von Bapaume zur belgischen Grenze seine Kennzeichnung von der Nummer 29 zur Nummer 30:
- N 29 Bapaume - Cambrai
- N 29A & N 39A in Cambrai (Nordwestumgehung)
- N 29 Cambrai - belgische Grenze

Diese neue Nationalstraße 30 bestand bis 2006 und wurde dann komplett herabgestuft. Der Verlauf dieses Abschnittes ist im Artikel der N 29 zu finden.